# 墀德云丹
墀德云丹（藏語：ཁྲི་ལྡེ་ཡུམ་བརྟན་，威利转写：khri-lde yum-brtan；839年—875年），又名安达·云丹（藏語：མངའ་བདག་ཡུམ་བརྟན་，威利转写：mang' bdag yum-brtan），《旧唐书》作乞离胡，是吐蕃王朝末任赞普朗达玛的继任者。“云丹”在藏语中意思是“母亲坚持（所立的人）”。
关于云丹的出身，《旧唐书》称是朗达玛王妃那囊氏（སྣ་ནམ་བཟའ་，綝氏）的哥哥尚延力之子；而藏文文献《贤者喜宴》则称云丹是一名乞丐的儿子，被那囊氏收为养子。
842年，朗达玛被佛教僧人拉隆·贝吉多杰刺杀后，那囊氏为了巩固自己的地位，诡称生下了一个“有牙的儿子”，将云丹拥立为赞普，自己摄政。但大臣们对这个刚出生就长了牙的孩子的真实身份十分怀疑，因此不少大臣反对云丹。大相韦·甲多热（结都那）不服，被那囊氏逮捕灭族。此后不服云丹统治的大臣退往山南地区，立次妃所生的遗腹子俄松，与云丹一系分庭抗礼数十年。从此，吐蕃分裂，吐蕃王国名存实亡。
847年，云丹以伍如（逻些小昭寺一带）为据点，俄松以云如（雅隆昌珠寺一带）为据点，双方的支持者发生大规模交战。这场被后世称为“伍约之战”（དབུ་གཡོར་འབྲུག་པ）的内乱持续了23年，整个青藏高原地区甚至连吐蕃辖下的西域地区都卷入了战乱之中。869年爆发了臣民大反叛，赞普一族的威权完全丧失。
根据《汉藏文书》记载，云丹死于36岁，无陵。而根据《雍仲本教目录》的记载，云丹是被仲康甫刺杀的。
云丹死后，其子赤德贡宁嗣立。后来的拉萨王系是云丹的后代。